# 雷蒙·奧利弗
雷蒙·奧利弗（法語：Raymond Oliver，1909年3月27日—1990年11月5日），出身於法國吉倫特省朗貢，是一名廚師、電視節目主持人。

## 生平
他的父親路易·奧利弗（Louis Oliver）來自於馬約卡島，烹飪技藝師承奧古斯特·埃斯科菲耶，是朗貢金獅酒店的主廚。
奧利弗自己的廚藝，習自巴黎藍帶廚藝學校。1948年雷蒙·奧利弗從路易斯·沃達布爾手中買下位於巴黎第一區的格蘭登維福爾餐廳，其服務和餐飲服務極佳，長期擁有米其林指南三星評鑑的餐廳，經常光顧的名人有：小說家尚·考克多、科萊特，雷蒙·奧利弗經營格蘭登維福爾直到1983年才離開廚房。
奧利弗和節目主持人凱瑟琳·朗吉搭檔，製作主持法國第一個美食主題的電視節目：烹飪的藝術與魔法（Art et magie de la cuisine），這個節目播出長達13年，是法國很出名的烹飪節目。
奧利弗的兒子米歇爾·奧利弗後來也跟著父親的腳步，成為一名廚師。
1990年，奧利弗死於癌症，享年81歲。